# Carl Thiemann

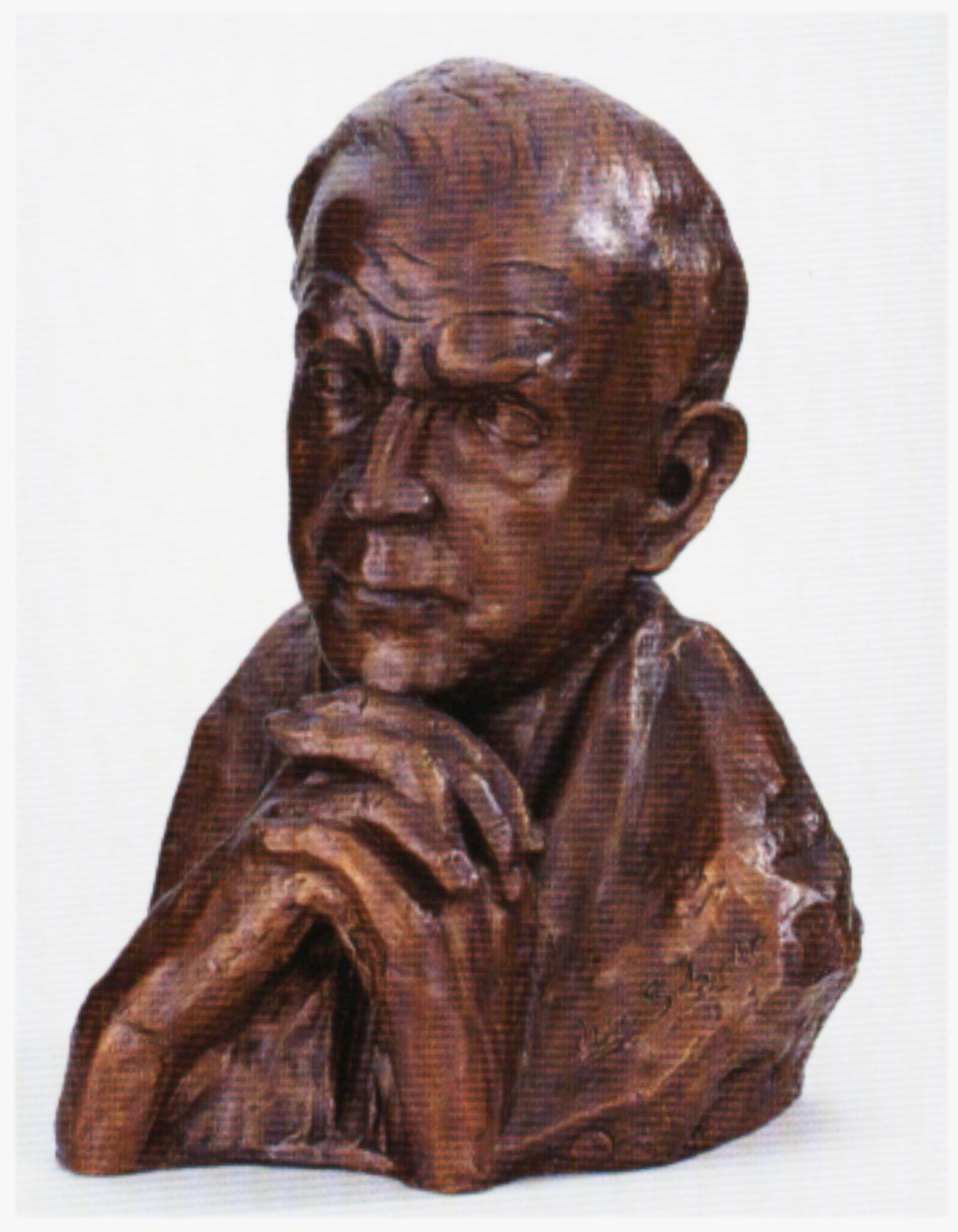
Büste von Carl Thiemann, Bildhauerin Ulla Scholl

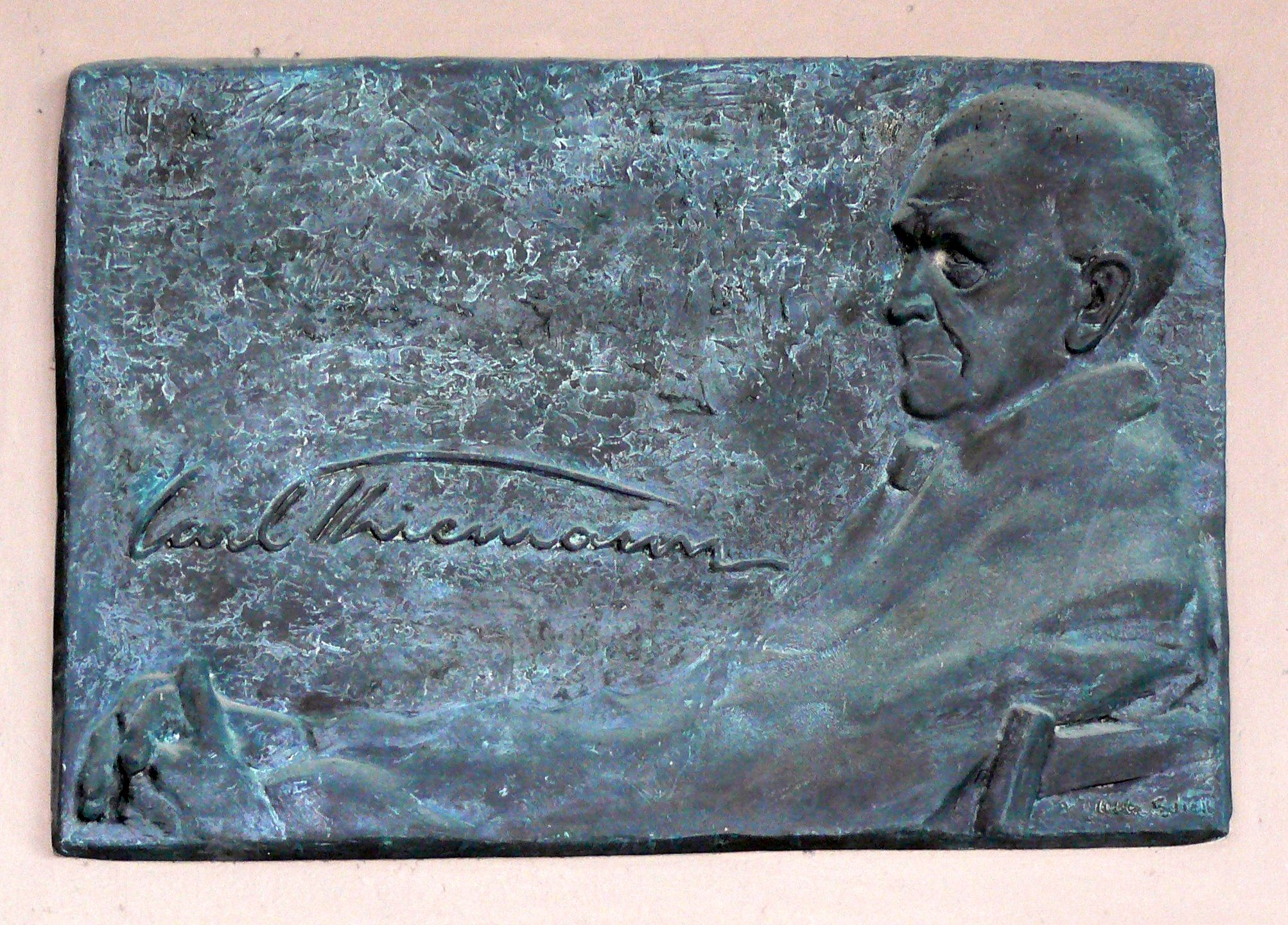
Carl Thiemann, Maler und Holzschneider, 1881–1966, Relief am Rathaus von Dachau, Bayern, Bildhauerin Ulla Scholl

Carl Theodor Thiemann (* 10. November 1881 in Karlsbad, Österreich-Ungarn; † 3. Dezember 1966 in Deutenhofen) war ein altösterreichisch-deutscher Maler, Lithograf, Radierer und Holzschneider.

## Leben

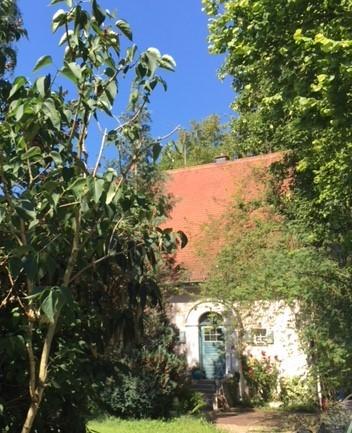
Thiemann-Haus in Dachau

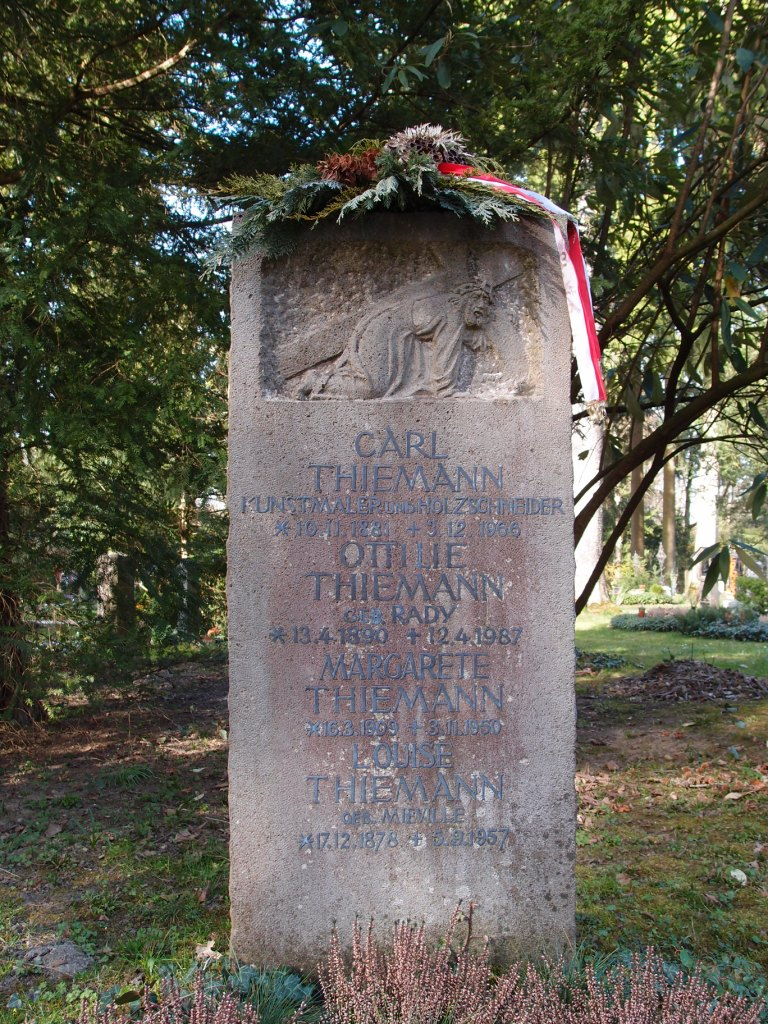
Carl Thiemann, Maler und Holzschneider, 1881–1966, Grab, Waldfriedhof, Dachau, Bayern

Im Kurort Karlsbad besuchte Carl Thiemann das Gymnasium und die Handelsschule. Im Alter von acht Jahren verlor er den Vater, der die Mutter mit fünf unmündigen Kindern zurückließ. Bedingt durch die familiäre Not musste er den Beruf des Kaufmanns erlernen und konnte nicht, entsprechend seiner Begabung, die Kunstakademie besuchen. Nach zehn Jahren erfolgreicher kaufmännischer Berufstätigkeit ermöglichte dem jungen Mann ein einflussreicher Kunstfreund ein Studium an der Kunstakademie Prag. Zunächst arbeitete er als Maler, wandte sich dann dem Farbholzschnitt zu, der damals als eine neue graphische Technik von einem kleinen Kreis österreichischer und deutscher Künstler gepflegt wurde.
1908 übersiedelte Carl Thiemann, der davor für kurze Zeit in München wohnte und dort u. a. an der Debschitz-Schule unterrichtete, mit seinem Schul- und Malerfreund Walther Klemm nach Dachau.
1910 wurde er Mitglied der Wiener Secession und des Deutschen Künstlerbundes Weimar.
Carl Thiemann, der Mitbegründer und langjähriges Vorstandsmitglied der Kunstvereinigung Dachau war, hinterließ ein umfangreiches Werk von größter Vielseitigkeit, denn er hat in allen Techniken gemalt und gezeichnet, alle grafischen Verfahren gekannt und angewandt. Daneben steht noch seine schlichte, aber wirkungsvolle Gebrauchsgrafik. Seine größte und bleibendste Leistung aber sind seine Holzschnitte, schwarzweiß und farbig.
Carl Thiemann war in erster Ehe mit Louise Miéville, einer Sprachlehrerin aus der französischen Schweiz, verheiratet. Aus dieser Ehe stammte die Tochter Margarete Thiemann (1909–1950). Nach mehreren Schicksalsschlägen, Verlust der Tochter und der Ehefrau (1878–1957), heiratete Carl Thiemann 1959 seine ebenfalls verwitwete Cousine Ottilie Rady verh. Thiemann-Stoedtner.
In Dachau erinnert die Carl-Thiemann-Anlage und in Vierkirchen im Landkreis Dachau eine Straße an den Künstler.

## Ehrungen
- Josef-Hoffmann-Plakette der Sudetendeutschen Landsmannschaft
- Bundesverdienstkreuz am Bande
- Goldenen Ehrenring der Stadt Dachau (1966)

## Werke (Auswahl)
- Am Grunewald-See (Farbholzschnitt 1906)
- Am Krögel in Berlin (Farbholzschnitt 1906)
- Winterliche Straßenallee in Dachau (Farbholzschnitt 1909)
- Bäume am Bach (Farbholzschnitt 1909)
- Die alte Augustenfelder Straße (Öl 1910)
- Der Frühlingsblütenzauber des Dachauer Hofgartens (Öl um 1910)
- Abend in Venedig (Farbholzschnitt 1910)
- Ein strahlender Sonnenhimmel über dem Markt Dachau (Öl um 1910)
- Winter im Oberen Markt von Dachau (Farbholzschnitt 1913)
- Ein linder Maitag (Öl um 1915)
- Abend am Moorbach (Farbholzschnitt 1917)
- Lichte Frühlingshimmel über dem Dachauer Moos (Öl um 1926)
- Auf hoher See (Farbholzschnitt 1930)